# Giovanni Battista Belzoni
Giovanni Battista Belzoni poznat i kao Veliki Belzoni (Padova, 15. studenog 1778. – Gwato, Benina, 3. prosinca 1823.), talijanski pustolov, inženjer i rani istraživač drevnog Egipta.

## Biografski podaci
Rođen je u Padovi u obitelji rimskog porijekla, sa šesnaest godina je u Rimu navodno započeo studij hidraulike. Nakon Francuske okupacije, 1800. godine je otišao u Nizozemsku.
Godine 1803.  otputovao je u Englesku gdje se oženio Engleskinjom Sarah Bane (ili Banne). Belzoni je bio iznimne građe, visok 2 metra. Jedan izvor navodi da je njegova supruga bila slične građe, no drugi izvori to opovrgavaju. 
Da bi osigurali svoju egzistenciju, neko su vrijeme na londonskim ulicama priređivali predstave fizičke snage i spretnosti. Belzoni je uskoro dobio angažman u Astleyevom Amfiteatru, što im je poboljšalo životne uvjete.
Godine 1812.  je napustio Englesku, a nakon putovanja u Španjolsku i Portugal, 1815.  godine je stigao u Egipat. Belzoni je prikazao vlastitu hidrauličnu mašinu paši Mehmet Aliju (Mohammed 'Alī Pasha), u svrhu lakšeg navodnjavanja zemlje vodom iz Nila.

## Istraživanje egipatskih spomenika
Prema preporuci poznatog orijentalista Johanna Ludwiga Burckhardta i unajmljen od strane tadašnjeg britanskog konzula u Egiptu, Belzoni je posjetio Ramesseum u Tebi.  Tamo je vrlo vješto izveo uklanjanje jedne od dviju kolosalnih bista Ramzesa II.
Nešto više od desetljeća prije Belzonija, bistu su pokušali odnijeti Napoleonovi inženjeri, ali bez uspjeha. Zahvaljujući Belzonijevoj vještini i znanju, bista je brodom pristigla u Englesku dvije godine kasnije.
Belzoni je istraživao i veliki hram u Edfuu, posjetio Elefantinu i File te je 1817.  godine uklonio pijesak s velikog hrama u Abu Simbelu. Također je vršio iskopavanja u Karnaku i otvorio grobnicu Setija I. , zbog čega se ova ponekad naziva Belzonijeva grobnica. 
Belzoni je ušao u drugu piramidu u Gizi i prvi je moderni Europljanin koji je posjetio oazu Bahariya. Također je identificirao ruševine Berenike na Crvenom moru.
Godine 1819.  vratio se u Englesku gdje je iduće godine objavio izvještaj o svojim putovanjima i otkrićima  Narrative of the Operations and Recent Discoveries within the Pyramids, Temples, Tombs and Excavations in Egypt and Nubia, &c.
Tijekom 1820. i 1821.  godine izlagao je preslike i model grobnice Setija I. na londonskom Pikadiliju u Egyptian Hallu. Godine 1822. prikazao je svoj model i u Parizu.

## Put u Afriku
Godine 1823. krenuo je na put u zapadnu Afriku u namjeri da posjeti Timbuktu. Nakon što mu nije dopušten prijelaz preko Maroka, izabrao je rutu obalom Gvineje. 
Stigao je do Kraljevine Benin, gdje se u selu Gwato razbolio od dizenterije, od koje je potom i umro.
Prema slavnom britanskom istraživaču Richardu Francisu Burtonu, Belzoni je bio ubijen i opljačkan.

## Ostavština
Belzonijeva udovica je 1929.  godine objavila njegove crteže kraljevskih grobnica u Tebi.
Kolosalna bista Ramzesa II., poznata i kao Mladi Memnon, koju je Belzoni dopremio iz Egipta, do danas predstavlja jedan od najznačajnijih izložaka londonskog British Museuma. Bista je monolitna, izrađena od 7 tona teškog granitnog bloka.
Belzoni je jedan od pionira arheologije i egiptologije, a ujedno je primjer ranih istraživačkih ekspedicija koje su se najčešće svodile na potragu za blagom i dopremanje što većeg broja drevnih spomenika u Europu. 